# Тундутово
Тундутово — село в Малодербетовском районе Калмыкии, административный центр и единственный населённый пункт Тундутовского сельского муниципального образования.
Село расположено на реке Грязная (Альмата) к юго-востоку от Малых Дербет.
Население — 1466 человек (2021).
Основано в 1848 году.

## Физико-географическая характеристика
Село расположено на стыке двух физико-географических провинций: Ергенинской возвышенности и Сарпинской низменности, в долине реки Грязная (Альмата). Средняя высота — 28 м над уровнем моря. Река разделяет село на две неравные части. Большая часть села расположена на правом берегу реки. Рельеф местности ровный, с небольшим уклоном к руслу реки Грязная.
По автомобильной дороге расстояние до столицы Калмыкии города Элиста составляет 190 км, до районного центра села Малые Дербеты — 1 км, до ближайшего города Волгоград Волгоградской области — 100 км, до границы с Волгоградской областью — 19 км.
Климат
Согласно классификации климатов Кёппена-Гейгера село находится в зоне континентального климата с относительно холодной зимой и жарким летом (Dfa). Среднегодовая температура воздуха положительная и составляет + 8,9 °C. Средняя температура самого жаркого месяца июня + 24,8 °C, самого холодного месяца января — 6,8 °C. Расчётная многолетняя норма осадков — 346 мм. В течение года количество выпадающих осадков распределено относительно равномерно: наименьшее количество осадков выпадает в октябре (21 мм), наибольшее — в июне (37 мм). В окрестностях села распространены солонцы в комплексе со светлокаштановыми солонцеватыми суглинистыми почвами.

## История
30 декабря 1846 года император Николай Первый издал Указ о заселении дорог на калмыцких землях Астраханской губернии, предписавший учредить вдоль шести пересекавших калмыцкие земли дорог 44 станицы, поселив в каждой из них по 50 калмыцких и 50 русских семей. Созданием поселений правительство рассчитывало: во-первых, заселить важнейшие сухопутные артерии, связывавшие центр России с Северным Кавказом, где тогда велись боевые действия, во-вторых, дать толчок экономическому освоению края, в-третьих, с помощью русских крестьян перевести калмыков на оседлый образ жизни и обучить их земледелию, и, в-четвертых, устроить на калмыцких землях часть малоземельных крестьян.
Согласно указу, на каждого поселенца отводилось 30 десятин земли и одну пятую часть в запас. Поселенным калмыкам выделенная земля должна была предоставляться в вечное пользование, кроме того, за ними сохранялось право участия в пастьбе скота на общих землях, отведенных улусам.
В июне 1847 года было определено место под будущую станицу. Место было отведено в урочище Альмата, расположенном в 25 верстах от села Цацы. Здесь имелись сенокосные угодья и необходимые для строительства и топлива камыш и глина, и источник питьевой воды — река Елмата (Грязная) и родники.
Весной 1848 года были размежёваны первые участки. Из астраханских сел: Райгородского, Солодников, Дубового оврага, Цацы прибыли первые поселенцы. Второе название — Тундутово — станица получила, так как она находилась рядом с личными владениями Малодербетовского нойона (князя) Тундутова. В 1851 году в селе был разбит первый сад. В 1855 году в селе проживало 59 русских и 16 калмыцких семей.
В 1854 году Тундутово стало центром Тундутовской волости Черноярского уезда Астраханской губернии, в состав волости входили сёла Плодовитое, Садовое, Цаца (позднее выделено в отдельную волость). C 1860 года является селом. К 1870 году в селе уже проживало 1 767 душ, было 250 дворов. С 60-х годов XIX века в селе действовал православный приход Вознесения Господня.
В 1873 году открылась церковно-приходская школа. Приход был закрыт в конце декабря 1937 года.
По состоянию на 1900 год за селом было закреплено 20729 десятин удобной и 39510 неудобной земли, имелось 405 дворов, проживало 2862 жителя.
С 1920 по 1930 годы село Тундутово являлось административным центром Малодербетовского улуса.
В годы Великой Отечественной войны из села ушло около 600 человек. В 1945 году с фронта возвратилось в село всего 95 человек. 464 солдата погибли.
10 августа 1942 года село было оккупировано румынскими и немецкими войсками. В здании местной школы был госпиталь, где лежали раненые румыны. Освобождено советскими войсками 13 ноября 1942 года.
Указом Президиума ВС СССР от 27.12.1943 года «О ликвидации Калмыцкой АССР и образовании Астраханской области в составе РСФСР», как и другие населённые пункты Малодербетовского улуса Калмыкии село было включено в состав Сталинградской области. Возвращено в состав Калмыкии на основании Указа Президиума ВС СССР от 09.01.1957 года «Об образовании Калмыцкой автономной области в составе РСФСР»
В 1960 году указом Президиума Верховного Совета РСФСР село Тундутово переименовано в Городовиково.
В 1964 году школа переехала в новое здание. В 1966 году школа стала средней.
Точная дата возвращения исторического названия не установлена.

## Население
Динамика численности населения
| 1859 | 1897 | 1900 | 1904 | 1908 | 1914 |
| ---- | ---- | ---- | ---- | ---- | ---- |
| 851  | 2788 | 2862 | 3617 | 4246 | 4584 |

| 2002  | 2010  | 2011  | 2012  | 2013  | 2014  | 2015  |
| ----- | ----- | ----- | ----- | ----- | ----- | ----- |
| 1647  | ↘1614 | ↘1607 | ↘1594 | ↗1602 | ↗1610 | ↘1602 |
| 2016  | 2017  | 2018  | 2019  | 2020  | 2021  |       |
| ↘1579 | ↘1566 | ↘1552 | ↘1526 | ↘1510 | ↘1466 |       |

Отмечается естественная убыль населения — на −4 чел. год на 1000 жителей.
Соотношение мужчин и женщин составляет, соответственно, 48,9 % и 51,1 %.
Национальный состав
Национальный состав: русские — 86,0 %, калмыки — 0,2 %, другие национальности — 13,8 %.
Согласно результатам переписи 2002 года большинство населения посёлка составляли русские (86 %)

## Социальная инфраструктура
В селе имеется несколько магазинов, действуют учреждения культуры (сельский клуб, библиотека) и образования (Тундутовская средняя общеобразовательная школа и детский сад). Медицинское обслуживание жителей обеспечивает врачебная амбулатория и Малодербетовская центральная районная больница.
Село электрифицировано, газифицировано, действует система централизованного водоснабжения.

## Русская православная церковь
Храм Вознесения Господня. Приход воссоздан в 1997 году в здании бывшего колхозного правления.

## Известные личности и уроженцы
- Ефентьев, Василий Яковлевич (1905—1982) — Герой Социалистического Труда.
- Коновалов, Сергей Владимирович (1937—2001) — Герой Социалистического Труда.